# Nada Birko Kustec
Nada Birko, hrvaška smučarska tekačica, * 1. november 1931, Mrkopalj, † 1. september 2020, Zagreb
Za Jugoslavijo je nastopila na Zimskih olimpijskih igrah 1952 in 1956. Na igrah v Oslu leta 1952 je osvojila 14. mesto na 10 km. 